# Barrio de Épinettes
El Barrio de Épinettes (Quartier des Épinettes, en francés) es el 68° barrio administrativo de la ciudad de París, dentro del XVII distrito de la capital francesa.

## Situación
En la práctica el barrio está delimitado por la avenida de Clichy al oeste, la avenida de Saint-Ouen al este, y por las poblaciones de Clichy-la-Garenne y de Saint-Ouen al norte. Oficialmente los límites, aunque poco utilizados, fueron fijados en 1859 y en estos la frontera occidental se sitúa en  la avenida de Clichy, las calles: La Condamine, Lemercier, Cardinet, Bernard-Buffet, el boulevard Berthier y la avenida de la Porte-de-Clichy.
El barrio a su vez se divide en dos zonas: Brochant/La Fourche/Guy Môquet en el sur, y Bessières en el norte.

## Lugares de interés
Se pueden destacar la iglesia Saint-Joseph-des-Épinettes, la plaza des Épinettes, la Cité des Fleurs, sin olvidar el cementerio de Batignolles (donde se encuentran las tumbas de André Breton, Paul Verlaine, Blaise Cendrars, Ray Ventura o Benjamin Péret, así como un importante espacio ruso-ortodoxo) o la iglesia Saint-Michel des Batignolles y la plaza Ernest-Goüin.
Próximo al Parque Martin Luther King, en el barrio se encuentran espacios verdes como la plaza des Épinettes, la plaza Ernest-Goüin, la plaza del passage Moncey, la plaza Jean-Leclaire o la plaza Villa Sainte-Croix. 